# Augustin-Charles d'Aviler
Augustin-Charles d'Aviler, oppure Augustin-Charles Daviler (Parigi, 1653 – Montpellier, 23 giugno 1701), è stato un architetto e scrittore francese.

## Biografia

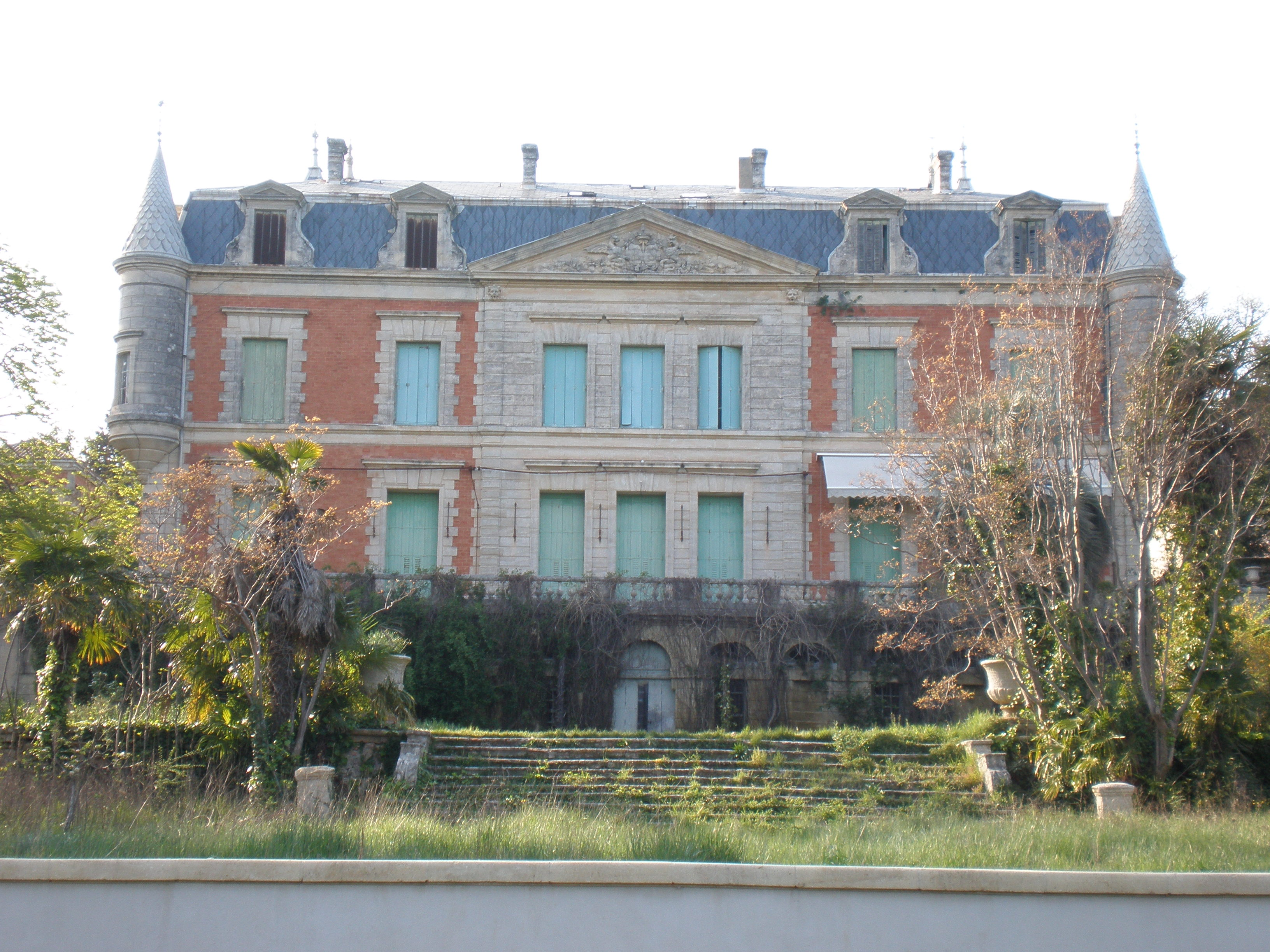
Le Château Bon a Montpellier

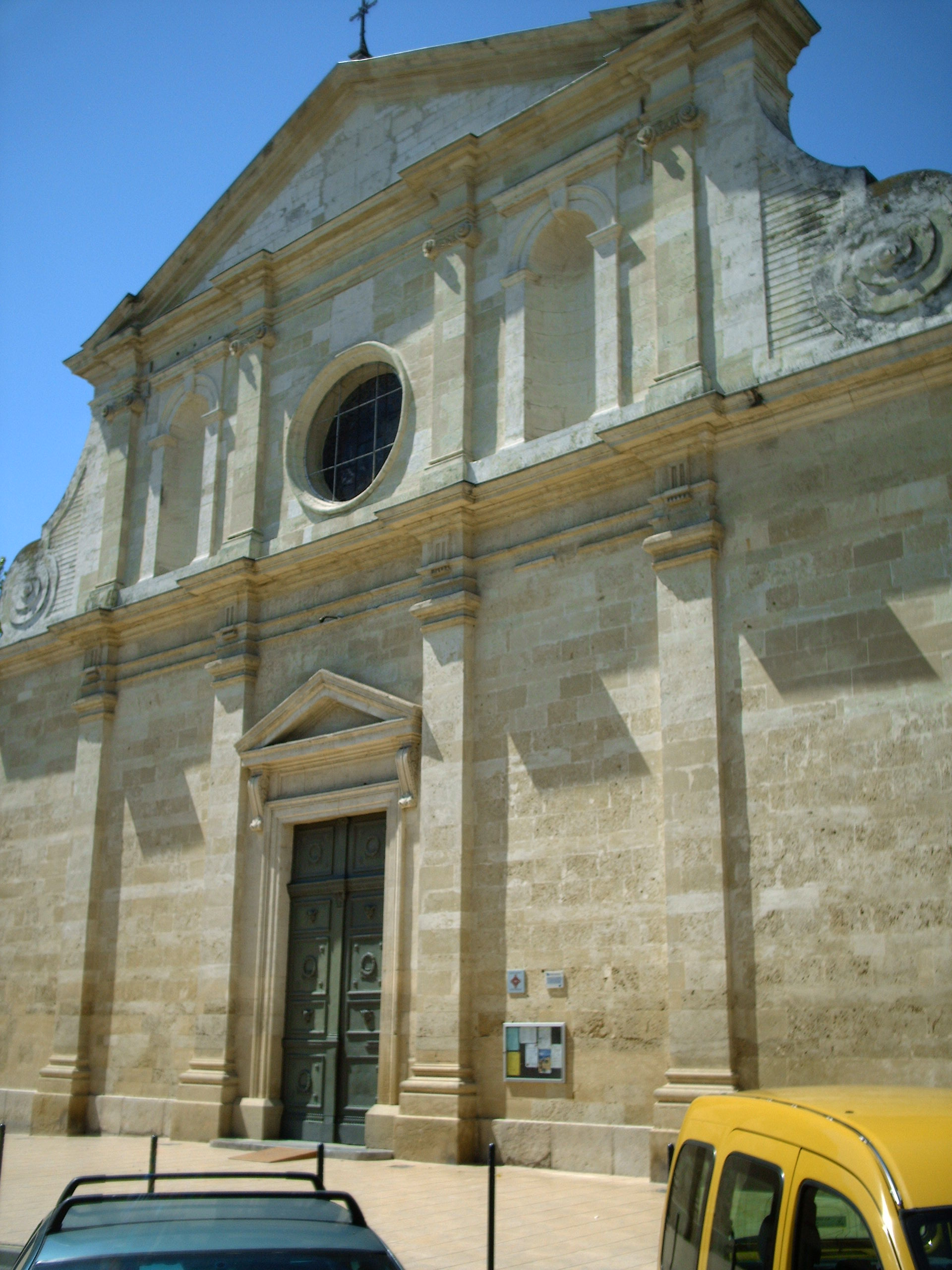
Chiesa di Notre-Dame-du-Lac de Lunel (Hérault); in stile classico

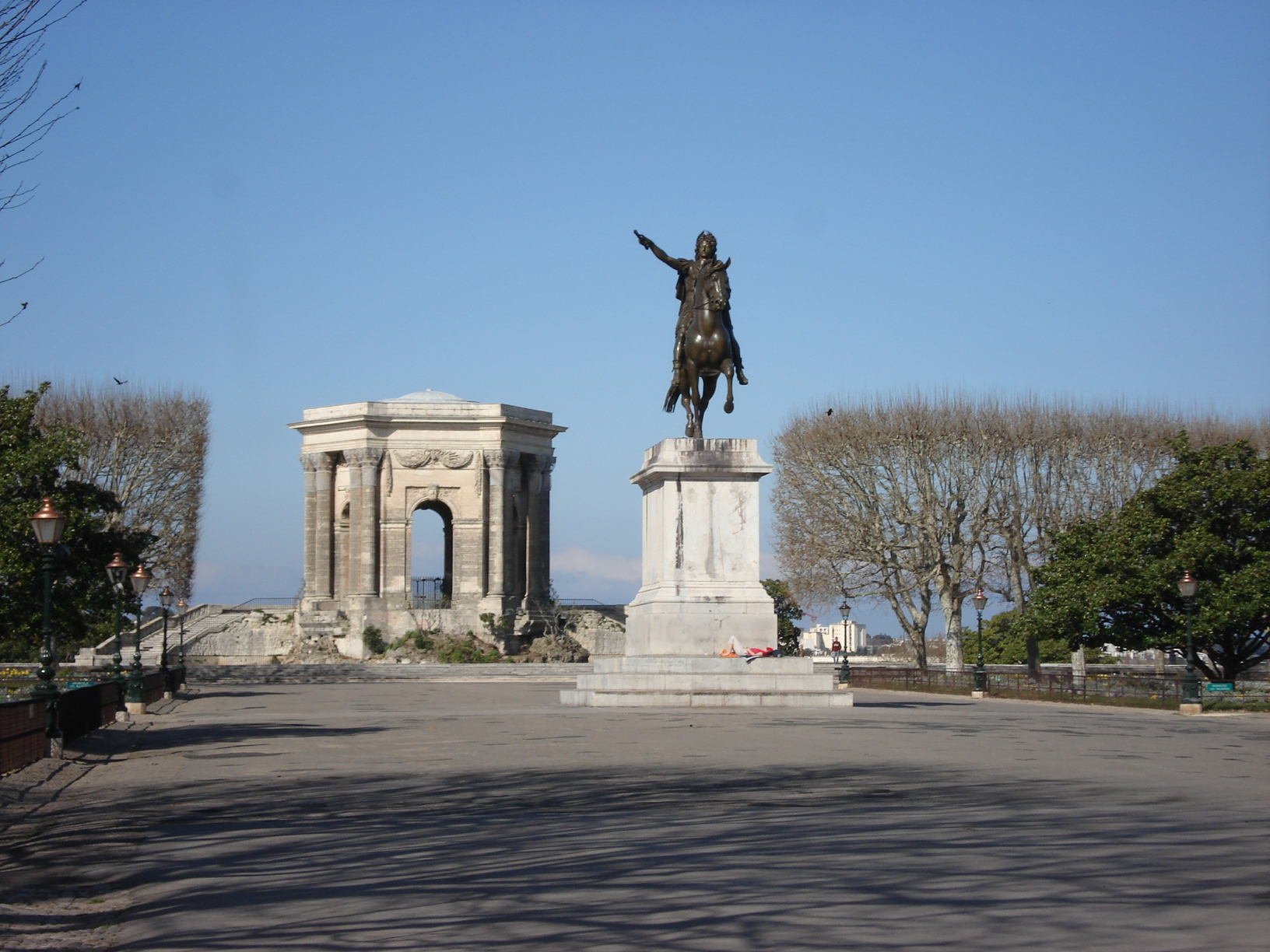
Il Peyrou e la statua equestre di Luigi XIV di Francia a Montpellier

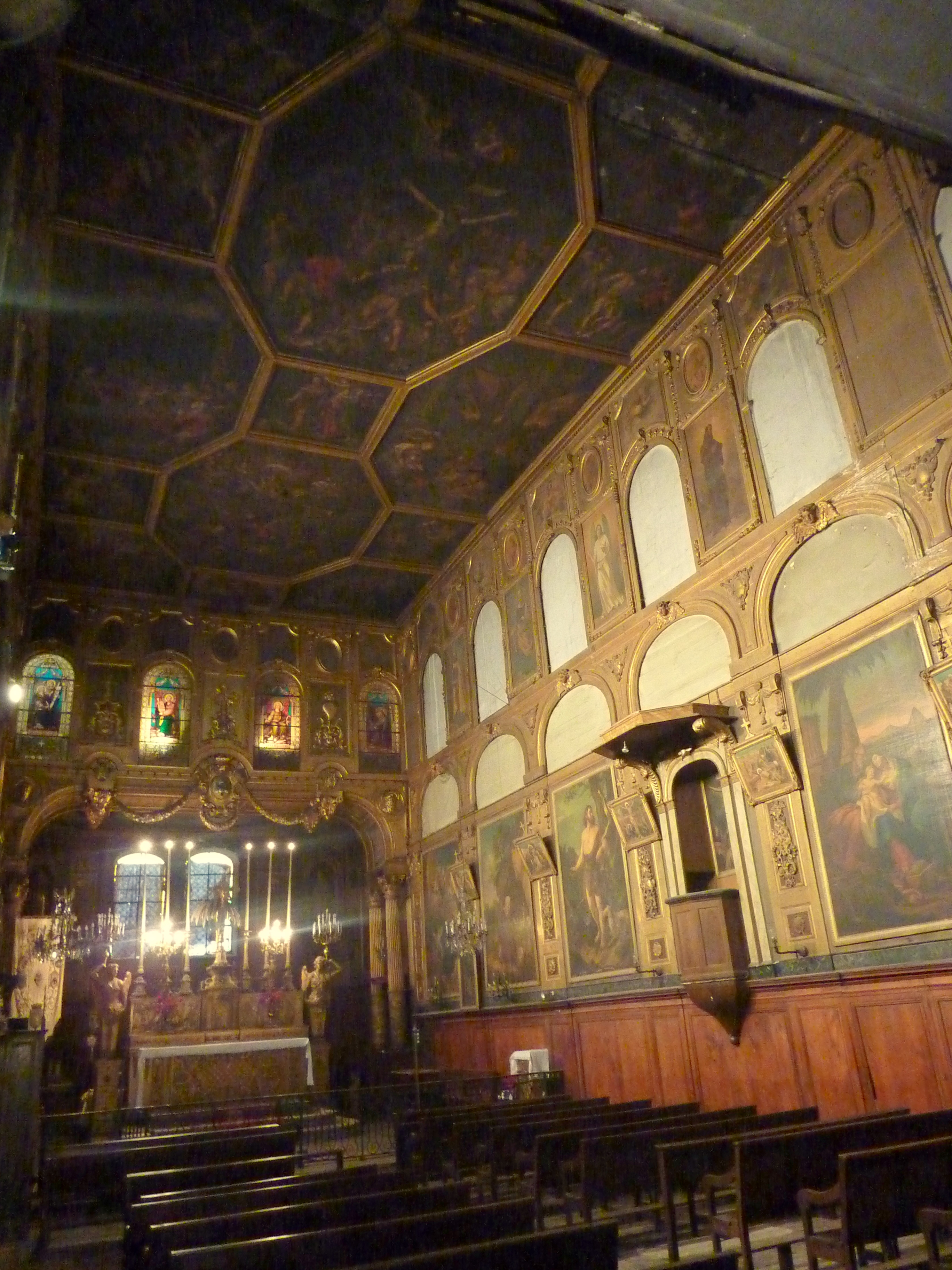
Cappella dei Pénitents blancs di Montpellier

Augustin-Charles d'Aviler fu prima allievo di François Blondel, architetto, ingegnere e matematico francese, passato ai posteri grazie al suo Cours d'architecture, nel quale sviluppò per la prima volta il calcolo delle scale.
Augustin-Charles d'Aviler si formò alla nuova Académie Royale d'Architecture di Parigi e le sue capacità architettoniche gli valsero una borsa di studio per l'Accademia di Francia a Roma. Se ne andò nel 1674 con Antoine Desgodets, ma la barca che lo portò in Italia fu assalita dai Mori, e fu tenuto per diciotto mesi in schiavitù ad Algeri e a Tunisi,dove si dice che abbia fornito il progetto per la moschea Sidi Mahrez.
Finalmente arrivato a Roma, studiò lì dal 1676 al 1679 sotto la direzione di Charles Errard.
Dopo un soggiorno di diversi anni di perfezionamento in Italia, ottenne la stima degli accademici al suo ritorno a Parigi.
Frequentando i più alti ambienti del mondo dell'architettura, riuscì a diventare apprendista-architetto dal 1684 al 1689 di Jules Hardouin Mansart.
Alla morte di Colbert ottenne la protezione di Louvois, che gli permise di pubblicare un importante Corso di architettura con un dizionario di termini architettonici.
Si stabilì poi a Montpellier dove lavorò per l'architetto François d'Orbay, e qui nel 1693 fu creato architetto della provincia di Linguadoca.
La sua opera più significativa è considerato il palazzo del vescovo a Tolosa, che fu realizzato dal vescovo Colbert, oltre alla costruzione delle caserme di Nîmes, Lunel, Montpellier, Mèze e Béziers, le chiese Saint-Denis di Montpellier, Saint-Pierre du Vigan, il municipio di Nîmes.
Nel 1685 Augustin-Charles d'Aviler eseguì una traduzione del trattato di Vincenzo Scamozzi, ma la sua opera più nota si dimostrò il Corso di architettura (Cours d'architecture) pubblicato nel 1691, che esercitò una profonda influenza nel XVIII secolo, e che dopo quello di Blondel fu il più importante manifesto della scuola accademica del XVIII secolo. L'autore non ebbe intenzione di farne un testo di pesante erudizione, piuttosto doveva essere enciclopedico per presentare le regole dell'architettura francese. 
Il corso è illustrato con centotré tavole nella grande
tradizione del disegno architettonico. Importante fu anche il dizionario che spiega i termini di architettura.

## Pubblicazioni
- Vincent Scamozzi (trad. Augustin-Charles d'Aviler), Les cinq ordres d'architecture de Vincent Scamozzi tirez du 6me livre de son Idée générale d'architecture, Parigi, Jean-Baptiste Coignard, 1685;
- Augustin-Charles d'Aviler, Cours d'architecture, Parigi, Nicolas Langlois, 1691;
- Augustin-Charles d'Aviler, Cours d'architecture qui comprend les ordres de Vignole, vol. 1, Parigi, Jean Mariette, 1710;
- Augustin-Charles d'Aviler, Cours d'architecture qui comprend les ordres de Vignole, vol. 2, Parigi, Jean Mariette, 1710;
- Augustin-Charles d'Aviler e Pierre-Jean Mariette, Cours d'architecture, Parigi, Pierre-Jean Mariette, 1750;
- Augustin-Charles d'Aviler, Dictionnaire d'architecture civile et hydraulique et des arts qui en dépendent, Parigi, Charles-Antoine Jombert, 1755.